# Région centrale (Malawi)
Pour les articles homonymes, voir Région centrale.
La région centrale est une région du Malawi.

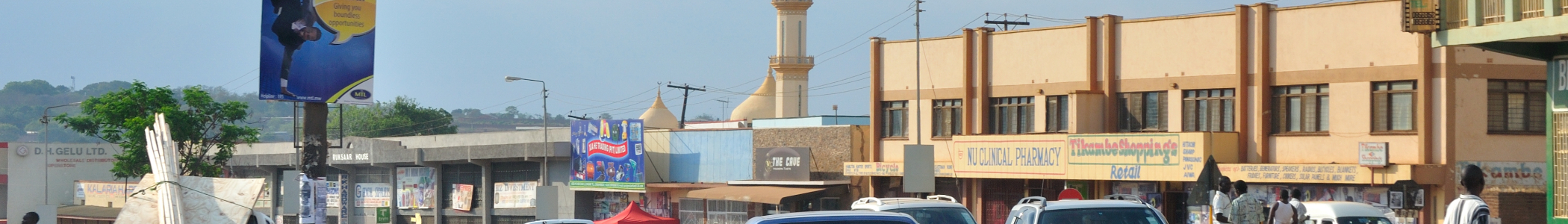
Bannière wikivoyage de Lilongwe

## Subdivisions
Elle est subdivisée en neuf districts :
- Dedza
- Dowa
- Kasungu
- Lilongwe
- Mchinji
- Nkhotakota
- Ntcheu
- Ntchisi
- Salima